# Erik Sigsgaard
Erik Sigsgaard (født 7. februar 1938 i Bjørnlund) er en dansk seminarielektor, børneforsker og tidligere politiker. Sigsgaard var medlem af Folketinget og Københavns Borgerrepræsentation i 1960'erne og 1970'erne for Socialistisk Folkeparti og senere Venstresocialisterne.
Sigsgaard blev uddannet lærer fra Statsseminariet på Emdrupborg i 1960, læste psykologi ved Københavns Universitet 1958-1962 og blev cand.pæd. fra Danmarks Lærerhøjskole i 1982.
Politisk engagerede han sig tidligt i Socialistisk Folkeparti, men var i 1967 med til at sprænge partiet og danne Venstresocialisterne. Han var medlem af Københavns Borgerrepræsentation 1962-1970 og 1974-1975 samt af Folketinget 1964-1971 og 1975-1976. 
Siden 1980'erne har Erik Sigsgaard forsket i institutioner for såvel børn som voksne. Han har fra 1998 været ansat ved Center for Institutionsforskning ved Professionshøjskolen UCC i Glostrup.
Han blev særlig kendt for sit såkaldte skældud-projekt, der fandt sted 1994-2002, hvor han undersøgte og dokumenterede omfanget af skældud i danske børneinstitutioner samt undersøgte dennes skadelige effekt på børn. Som led i projektet angav han forslag til andre former for kommunikation. Han benyttede sig af interviews med børnene for at indfange det såkaldte børneperspektiv (frem for voksenperspektivet). 

## Hædersbevisninger
- 1994: Peter Sabroe-prisen
- 2002: Red Barnets Børnerettighedspris

## Citat
- »De indsatte« – Børnene – bør sikres visse rettigheder.[kilde mangler]

## Ekstern henvisning
Erik Sigsgaard i Leksikon for det 21. århundrede på leksikon.org